# Mysiogon dardanelski
Mysiogon dardanelski (Myomimus roachi) – gatunek gryzonia z rodziny popielicowatych (Gliridae), występujący na południowo-wschodnich Bałkanach i zachodnim wybrzeżu Azji Mniejszej.

## Klasyfikacja
Gatunek opisała w 1937 roku Dorothea Minola Bate, na podstawie skamieniałości z plejstocenu; pod koniec lat 40. XX wieku odkryto żyjące osobniki. Miejsce typowe jest położone w Izraelu, w osadach jaskini Magharat at-Tabun na górze Karmel. Obecnie gatunek nie występuje już na tamtym obszarze.

## Występowanie
Występowanie mysiogona dardanelskiego stwierdzono w południowo-wschodniej Bułgarii, fragmencie Grecji (w historycznej Tracji) i w Turcji, w okolicy cieśniny Dardanele i na zachodnim wybrzeżu Morza Egejskiego. Ostatnie opublikowane doniesienia o gryzoniach żyjących w Bułgarii pochodzą z 1978 roku z okolic Burgas, a następnie dopiero z 10 czerwca 2017, kiedy to złowiono dorosłą samicę w okolicy miejscowości Sakar; tym niemniej badania w Turcji wskazują, że gryzonie te trudno jest schwytać. Mysiogon dardanelski ma bardzo rozdrobniony zasięg występowania, jest znany z więcej niż 15 lokalizacji. Szczątki subfosylne z Izraela i południowej Turcji wskazują, że w ostatnich kilku tysiącach lat gryzonie te zamieszkiwały większy obszar.
Sprzyjającym środowiskiem życia dla tego gatunku są zarośla i częściowo otwarte obszary porośnięte drzewami i krzewami, takie jak sady, winnice, żywopłoty i brzegi rzek. Nie występuje na obszarach intensywnej działalności rolniczej. Prowadzi naziemny tryb życia, w większym stopniu niż inne popielicowate; żywi się głównie nasionami.

## Populacja
Zasięg występowania mysiogona dardanelskiego maleje od plejstocenu. Współcześnie rolnictwo powoduje dalszą utratę sprzyjającego środowiska. Ocenia się, że także maleje populacja tych gryzoni. Mysiogon dardanelski jest uznawany za gatunek narażony na wyginięcie. Konwencja o ochronie gatunków dzikiej flory i fauny europejskiej oraz ich siedlisk wymienia go w załącznikach II i III. Nie występuje w żadnym obszarze chronionym.